# جون بوين
جون بوين (بالإنجليزية: John Boyne) (و. 1971  م) هو كاتب، وكاتب للأطفال أيرلندي، ولد في دبلن.

## التعليم
تعلم في كلية الثالوث في دبلن، وجامعة إيست أنجليا.

## أعمال بارزة
من أهم أعماله:
- الصبي في البيجامة المخططة.

## جوائز
حصل على جوائز منها:
- Gustav-Heinemann-Friedenspreis für Kinder- und Jugendbücher  [لغات أخرى]‏ (2007).

## وصلات خارجية
- جون بوين على موقع IMDb (الإنجليزية)
- جون بوين على موقع مونزينجر (الألمانية)
- جون بوين على موقع ميوزك برينز (الإنجليزية)
- جون بوين على موقع ديسكوغز (الإنجليزية)
- جون بوين على موقع قاعدة بيانات الفيلم (الإنجليزية)
- جون بوين في قاعدة بيانات الأفلام على الإنترنت